# 洪炳珏
洪 炳珏（ホン・ビョンガク、朝鮮語: 홍병각、1909年8月27日 - 1996年3月6日）は、大韓民国の政治家、実業家。第4代韓国国会議員。

## 経歴
忠清北道忠州郡出身。忠州農業学校卒業。国会議員1期のほか、陰城煙草耕作組合技士、忠州園芸組合理事、忠州邑議会議長、韓日醸造株式会社社長、忠州北道教育委員、忠州繁栄会会長、忠州納税商工組合長、忠北教育委員、自由党忠州市党委員長・中央委員を歴任した。